# シルバー・キング
シルバー・キング（Silver King、本名：セサール・ゴンザレス（Cesar Gonzalez）、1968年1月9日 - 2019年5月11日）は、メキシコのプロレスラー。コアウイラ州トレオン出身。
父はドクトル・ワグナー。兄はドクトル・ワグナー・ジュニア。元妻は女子プロレスラーのソチ浜田。息子はシルバー・キング・ジュニア。

## 来歴
1985年11月、UWAでプロレスラーデビューを果たす。
1987年10月、アンヘル・ブランコ・ジュニアと共にドクトル・ワグナー・ジュニアのリングネームで全日本プロレスに参戦し、初来日する。
エル・テハノとロス・カウボーイズ（Los Cowboys）を結成。1991年3月、ユニバーサル・プロレスリングに来日。同年7月にはWWA世界タッグ王座を戴冠。
タッグ解消後の1993年10月、UWA世界ライトヘビー王座を奪取。
1994年1月、EMLLに移籍し、CMLL世界ヘビー級王座を獲得。同年、ロス・カウボーイズを復活しCMLL世界タッグ王座を獲得。また、IWA・JAPANにも参戦し、エル・テハノとともにIWA世界タッグ王座を獲得。1997年2月、兄のドクトル・ワグナー・ジュニアと組んでドス・カラス & ウルティモ・ドラゴンから勝利してCMLL世界タッグ王座を奪取。同年10月、WCWに参戦してLWoにメンバー入り。
2001年、CMLLに復帰。同年1月、新日本プロレスにて3代目ブラック・タイガーとして来日。ケンドー・カシンとタッグを組んで活動。
2003年3月、ドクトル・ワグナー・ジュニア & ウニベルソ・ドスミルと組んでCMLL世界トリオ王座を奪取。以降、インディー団体であるIWRGを主戦場にする。10月、全日本プロレスにドクトル・ワグナー・ジュニアと共に参戦。
2004年3月にもドクトル・ワグナー・ジュニアと再び参戦。
2005年、新日本プロレスにてロッキー・ロメロがブラック・タイガーを継承してデビューしたため、ブロンコのリングネームでロス・ゲレロス・デル・インフェルノにメンバー入りして活動。ロス・ゲレロス・デル・インフェルノ脱退後、負傷により長期間の欠場を経てシルバー・キングのリングネームで復帰。
2007年10月18日、全日本プロレスにて世界ジュニアヘビー級王者である中嶋勝彦に挑戦するも無効試合となり、VOODOO-MURDERSにメンバー入りをする。
2008年3月1日、全日本プロレスにて中嶋勝彦に再び挑戦して勝利し、世界ジュニアヘビー級王座を奪取した。
2008年6月13日、AAAと契約を交わし入団。
2010年6月24日、IWRGにてIWRGインターコンチネンタルヘビー級王者であるマスカラ・アニョ・ドスミル・ジュニアに挑戦して勝利し、ベルトを奪取した。
2019年3月4日　ロッシー小川、ウルティモドラゴンらによる後楽園ホールでのLUCHA LIBRE ESTRELLA FIESTAに出場する為来日。メインイベントでフェルサ・ゲレーラ、ディアマンテ と組み、エル・イホデル・サント、ウルティモドラゴン、獅龍組と対戦 。5月11日、イギリスに遠征し、ロンドンでのフベントゥ・ゲレーラとの試合中に心筋梗塞を起こしたことが原因で死亡。51歳没。

## その他
幼少の頃から、兄のドクトル・ワグナー・ジュニアと共に父のドクトル・ワグナーによってルチャの英才教育を施される。このためプロレスに限らず、スポーツ全般を得意としていた。
初来日時は兄のコスチュームを着用し、ドクトル・ワグナー・ジュニアの名でデビューしている。
2006年のアメリカ映画『ナチョ・リブレ 覆面の神様』に悪役レスラーのラムセス役で出演した。生涯最後の試合となった2019年5月11日のイギリス遠征の試合ではそのラムセスのキャラクターに扮していた。

## 得意技
- シルバー・キング・ダイブ

キャリア後期のフィニッシュホールド。
- デスバレーボム

2000年代の全日本プロレス参戦時のメイン・フィニッシュホールド。
- BTボム
- ムーンサルト・プレス
- トリプル・ムーンサルト・プレス

## タイトル歴
全日本プロレス
- 世界ジュニアヘビー級王座

AAA
- AAA世界タッグチーム王座
- AAA殿堂

EMLL
- CMLL世界タッグチーム王座
- CMLL世界ヘビー級王座
- CMLL世界トリオ王座
- ウニベルソ2000 優勝

I.W.A.JAPAN
- IWA世界タッグ王座

UWA
- UWA世界ライトヘビー級王座
- UWA世界タッグ王座

IWRG
- IWRGインターコンチネンタルトリオ王座
- IWRGインターコンチネンタルヘビー級王座
- コパ・ハイ・パワー2010 優勝

WWA
- WWA世界タッグチーム王座